# Lucheng, Lujiang
Lucheng (kinesiska: 庐城) är en köping i östra Kina. Den ligger i Lujiang härad i staden Hefei i provinsen Anhui,  omkring 70 kilometer söder om provinshuvudstaden Hefei. 